# Ajuntament de Llucmajor
L'Ajuntament de Llucmajor, anomenat Casa de la Vila, és un dels edificis més emblemàtics de Llucmajor, Mallorca. És la seu del govern municipal.
L'edifici, situat a la plaça d'Espanya, és de caràcter eclèctico-historicista i s'inaugurà el 27 de gener de 1884. Consta de quatre plantes i terrat; té un revestiment inferior de marbre mallorquí a la façana principal. A la planta baixa hi ha el portal central flanquejat per dues finestres, a sobre, en lletres de pedra, s'hi llegeix «Casa Consistorial, año 1882» i l'escut de Llucmajor. A l'interior de l'edifici, entrant a l'esquerra es pot observar l'antic escut de Llucmajor de 1626. A la planta noble hi ha un balcó corregut amb la barana d'obra ornamentada d'estil neogòtic i sis mènsules de marès. En el segon pis hi ha un altre balcó corregut que descansa sobre sis mènsules amb tres finestres balconeres iguals com les del pis inferior, a sobre d'aquestes finestres hi ha una cornisa que descansa sobre quatre mènsules; a damunt hi ha uns motius ornamentals tancats amb una motllura i a dalt d'aquesta hi ha tres petites finestres dobles amb una motllura al seu voltant acabant amb una cornisa que descansa sobre dotze mènsules. El frontis es remata amb un ampit amb un rellotge central construït per Miquel Font, de Palma, i un templet amb la base vuitavada i la coberta de giny que té una campana interior. Remata el conjunt, a la part superior, un penell.
El projecte, plànols i pressupost són del mestre d'obres Miquel Dalmau Fiol i el contractista fou Joan Ginard Fullana. La planta baixa i el primer pis són oficines; en el segon, hi ha la sala d'actes, que exhibeix els retrats dels fills il·lustres de Llucmajor.